# かねこあや
かねこ あや（1994年1月29日 - ）は、日本のYouTuberである。
母親が日本と中国とフィリピンの混血である。
本名は金子ジャネンペラルタ(裁判時に明らかになったが本人は否定している)。

## 来歴
本人の申告では、1994年にスペインで生まれ、父親は不明で、母親は癌で1歳3ヶ月のときに他界し、叔母夫婦に引き取られ養子となり2歳より日本で生活を始めたスペイン国籍で、祖母がフィリピン在住のスパニッシュで、祖父が中国(マカオ)と日本のハーフとしている。しかし、フィリピン国籍ではないかと言われている。
18～19歳の時に芸能・スポーツ関係者と性行為を伴う遊び（売買春、パパ活）を続けて、人脈を広げた。
2018年、YouTubeチャンネル開設。
2020年1月、2歳のときに全身の血を入れ替える輸血もしており親にO型と言われO型だと思い育ったが、血液検査をしたらB型といわれて驚いたことをツイートした。
2020年1月には、年収1億円超えとして、テレビ出演。実際はもっと少なかったのではと言われている。
2020年1月28日、複数匹飼っていたうちの「かねこチチ」(チチ)が死亡。同月に他人の殺害の可能性がでてきたと投稿し、翌月2月5日には家政婦が殺害したと示唆する投稿をする。
2020年、10年来の親友だったてんちむから、絶縁するか、全てのことを公にするかの選択を迫られ、仲違いし、暴露合戦・裁判に発展していく。てんちむは以前から距離を置くつもりで、猫の死の騒動が絶縁するきっかけとなった。
2020年9月23日に、(株)扶桑社が、2019年に出版したかねこあやの本を絶版とすることを知らせた。これは、かねこあや本人が「本書には一部事実と異なる部分がある」との発言をしており、扶桑社がかねこあやに連絡をした上で絶版に至った。また、扶桑社の編集者が無理やり嘘の内容を書かせたと一部で言われていた件についても、その事実はないと否定した。返金については、契約の関係で述べることが出来ず、かねこあや1人の一存で決められることではない、と発言している。
2022年3月、2020年から続いていたてんちむとの裁判の判決が下る。損害賠償約1000万円を求められていた裁判で、損害賠償金99万円と訴訟費用の12分の1を支払うことになった。なお、かねこあや本人は、裁判中「ほぼ勝ち確」という内容の発言していた。
2023年9月29日、福岡最大手グループ「リオ」の「リオ新橋」(2023年春オープン)で、「越後セイカ」の源氏名でキャバクラ嬢として働いた。
2024年9月23日、およそ約1年10ヶ月ぶりにYouTubeに動画をあげる。

## 書籍
- ねこあや『中3で親に捨てられて黒ギャルになりクソ金持ちの婚約者に死なれて鬱になったワイがYouTuberになって年収8000万の今だ』(2019年11月29日、扶桑社) - 初のフォトエッセイ。自叙伝。

## 出演
- 『じっくり聞いタロウ』(2020年1月23日放送)[1]